# Thingstätte (Braunschweig)

Plan der Thingstätte von 1935

Die Thingstätte auf dem Nußberg in Braunschweig, auch Thingplatz genannt, von den Nationalsozialisten seit Ende 1935 offiziell aber ausschließlich als „Weihestätte“ bezeichnet, wurde als Teil der nationalsozialistischen Thingbewegung in den Jahren 1934/35 errichtet. Die Anlage ist heute verfallen und überwuchert.

## Geschichte

### Etymologie
Sprachentstehungsgeschichtlich leitet sich das Wort Thing vom altnordisch-neuisländischen þing sowie vom dänischen, norwegischen und schwedischen ting ab und bezeichnet einen Platz, an dem das Volk unter anderem zusammenkam, um Recht zu sprechen.

### Vorgeschichte
Das Reichsministerium für Volksaufklärung und Propaganda hatte zur Förderung des völkischen Gedankens unter anderem die Thingbewegung ins Leben gerufen, die durch Aufführung sogenannter Thingspiele, eine Art kultisches Sprechchor-Drama, den NS-Volkstums- und Volksgemeinschaftsgedanken propagieren sollte. Dazu war geplant, dass reichsweit etwa 400 Thingstätten errichtet werden sollten.

### Planung, Bau und Kosten
Für die Planung der Thingstätte am Nußberg waren die Architekten Fritz Schaller und Ernst Zinsser verantwortlich. Beide hatten in ihrem gemeinsamen Entwurf vom 20. Februar 1934 einen Zuschauerraum mit 7500 Sitzplätzen in Form eines quer gelegten Ovals mit einem Durchmesser von 100 m an der breitesten Stelle geplant. Daran anschließend sollte eine ebenfalls ovale Bühne, die durch ein rechteckiges und gestuftes Bühnensystem abgeschlossen werden sollte. Von diesem führten zwei geschwungene Treppen auf jeder Seite hinab und mündeten über ein Podest in einen Vorplatz.
Dieser Entwurf wurde jedoch noch vor seiner Umsetzung von Hans Bernhard Reichow, dem Leiter des Hochbauamtes der Stadt Braunschweig, sowie von Oberbaurat Robert Dirichs stark überarbeitet. Die neue Strukturierung war weniger filigran und kleinteilig. Insbesondere der Bühnenbereich wurde so umgestaltet, dass eine erheblich größere Anzahl von Personen dort Platz finden konnten. Für Massenszenen und imposante Aufmärsche von Personengruppen durch die Zuschauerreihen hindurch wurde zudem in der Mittelachse der Gesamtanlage eine Treppe durch die Reihen angelegt.
Der erste Spatenstich fand am 31. März 1934 durch den Braunschweigischen Ministerialrat Adolf Schmidt-Bodenstedt statt. Zahlreiche Angehörige des Reichsarbeitsdienstes bauten anschließend die erste Thingstätte im heutigen Niedersachsen als Freilichtbühne im Stile eines antiken Amphitheaters.
Die regimetreue Braunschweiger Tageszeitung hatte bereits am 11. Februar 1934 geschrieben:

„[An den Ehrentagen der Nation wolle sich dort die Braunschweiger Bevölkerung zusammenschließen zu Besinnung und Freude,] … und uns allen wird dort geschenkt werden, was wir seit langem ersehnen: Kraft durch Freude.“

Für die Anlage wurden Taleinschnitte des Nußberges in Verbindung mit einem ehemaligen Steinbruch, aus dem jahrhundertelang der dortige Rogenstein für zahlreiche Gebäude (vor allem Kirchen und Rathäuser) in Braunschweig und Umgebung gewonnen worden war, genutzt. Das Freilichttheater hatte einen Durchmesser von 100 m, die Tiefe, gemessen vom obersten Zuschauerrang bis auf die Bühne, betrug 14,50 m. Etwa 15.000 Zuschauer konnte der aus 47 Stufen bestehende Halbkreis der Tribüne aus Sandstein aus dem Weserbergland aufnehmen. Am Ende der Bühnenfläche im Talgrund wurde ein 5,30 m hohes Bühnenhaus aus Naturstein errichtet, in dem sich Umkleide- und Geräteräume befanden. Auf eine Lautsprecheranlage konnte wegen der guten Akustik verzichtet werden.
Die Einweihung fand am 18. August 1935 in Anwesenheit von Bernhard Rust, Gauleiter von Südhannover-Braunschweig, und dessen Stellvertreter Kurt Schmalz statt. Etwa 15.000 Zuschauer, darunter viele Angehörige von SA und SS, hörten Ansprachen und Musik. Der Hauptpunkt des Abends war die Aufführung des NS-Propagandawerkes „Ewiges Volk“ von Wolfram Brockmeier mit 3000 Teilnehmern.
Die Stadt Braunschweig bezuschusste den Bau im Jahre 1934 mit 24.473 Reichsmark (RM). Für die geplante Prachtstraße vom Staatstheater zum SA-Feld wurde der Stadtpark am östlichen Ende der Kaiser-Wilhelm-Straße(heutige Jasperallee) durchbrochen. Weitere Kosten in Höhe von 21.287 RM entstanden durch veränderte Zuwegung sowie umgestaltete Grünanlagen. Nochmals 9690 RM wurden für Umbauten an Fußballplätzen, Sprungbahnen und Wegen im Bereich des Nußberges sowie die Anlage einer Fahnenterrasse auf dem SA-Feld aufgewendet. Vorbereitende Arbeiten an der Aufmarschroute sowie deren Fertigstellung kosteten weitere 43.550 RM. Die Baukosten allein für den Thingplatz beliefen sich auf
39.000 RM. Für die Landschaftsgestaltung war Wolfram Brockmeier verantwortlich.

### Nutzung
Bereits im Oktober 1934 regelte der so genannte „Thing-Erlaß“, dass nur noch jene Thingstätten, die bis dahin errichtet und vom Reichsministerium für Volksaufklärung und Propaganda zugelassen worden waren, weiterhin die Bezeichnung „Thing“ tragen durften. Am 23. Oktober 1935 schließlich untersagte das Ministerium die Verwendung des Begriffes gänzlich. Die offizielle Sprachregelung sah nun nur noch die Verwendung des Wortes „Freilichtbühne“ vor. In Braunschweig wurde die Anlage als „Weihestätte“ bezeichnet. Diese Benennung findet sich auch auf zeitgenössischen Ansichtskarten.
1937 wurde die Anlage ein letztes Mal umgestaltet, wobei die Stehplätze in Sitzplätze umgewandelt wurden. Die Gesamtlänge der Sitzplatzreihen betrug 2640 m. Das Amphitheater wurde zwischen 1937 und 1939 für NS-politische Veranstaltungen und Aufmärsche sowie für insgesamt lediglich elf Aufführungen von Opern, Schauspielen, Sinfonien sowie zum Teil altgermanischen Weihe-, Sing- und Tanzspielen genutzt.
Um der unerwartet geringen Nutzung des Bauwerkes entgegenzuwirken, wurden die „Braunschweiger Festspiele“ ins Leben gerufen. Die ersten Theaterfestspiele fanden vom 4. bis 7. Juli 1937 statt und waren mit 20.000 Besuchern ein großer Erfolg. So wurde beschlossen, alljährlich zum Ende der Theatersaison die „Braunschweiger Festspiele“ auf dem Gelände der Thingstätte abzuhalten. Die zweiten Festspiele fanden vom 25. bis 27. Juni 1938 statt. Auch diese waren ein so großer Erfolg, dass Joseph Goebbels, Minister für Volksaufklärung und Propaganda, die Schirmherrschaft über die Festspiele übernahm. Am 9. November 1938, dem 15. Jahrestag des gescheiterten Hitlerputsches in München, und nur wenige Stunden vor Beginn der sogenannten „Kristallnacht“, dem vom NS-Regime organisierten Gewaltexzess gegen Juden und andere missliebige Personengruppen, fand eine große Gedenkfeier auf dem Gelände statt. Gegen 20:30 befanden sich tausende Uniformierte im Thingstättenhalbkreis, ein Lichtdom überragte die Anlage, Fackeln brannten, Fanfaren erschollen. Das Regime inszenierte sich selbst. Neben anderen hielt NSDAP-Kreisleiter Berthold Heilig eine Ansprache. Gegen 21:30 ertönte das Horst-Wessel-Lied, danach war die Veranstaltung beendet und die Anwesenden verließen das Gelände.
Die dritten Braunschweiger Festspiele fanden kurz vor Kriegsausbruch vom 25. Juni bis 2. Juli 1939 statt. Zu den bereits für 1940 geplanten Festspielen kam es kriegsbedingt nicht mehr.

### „Adolf-Hitler-Eiche“

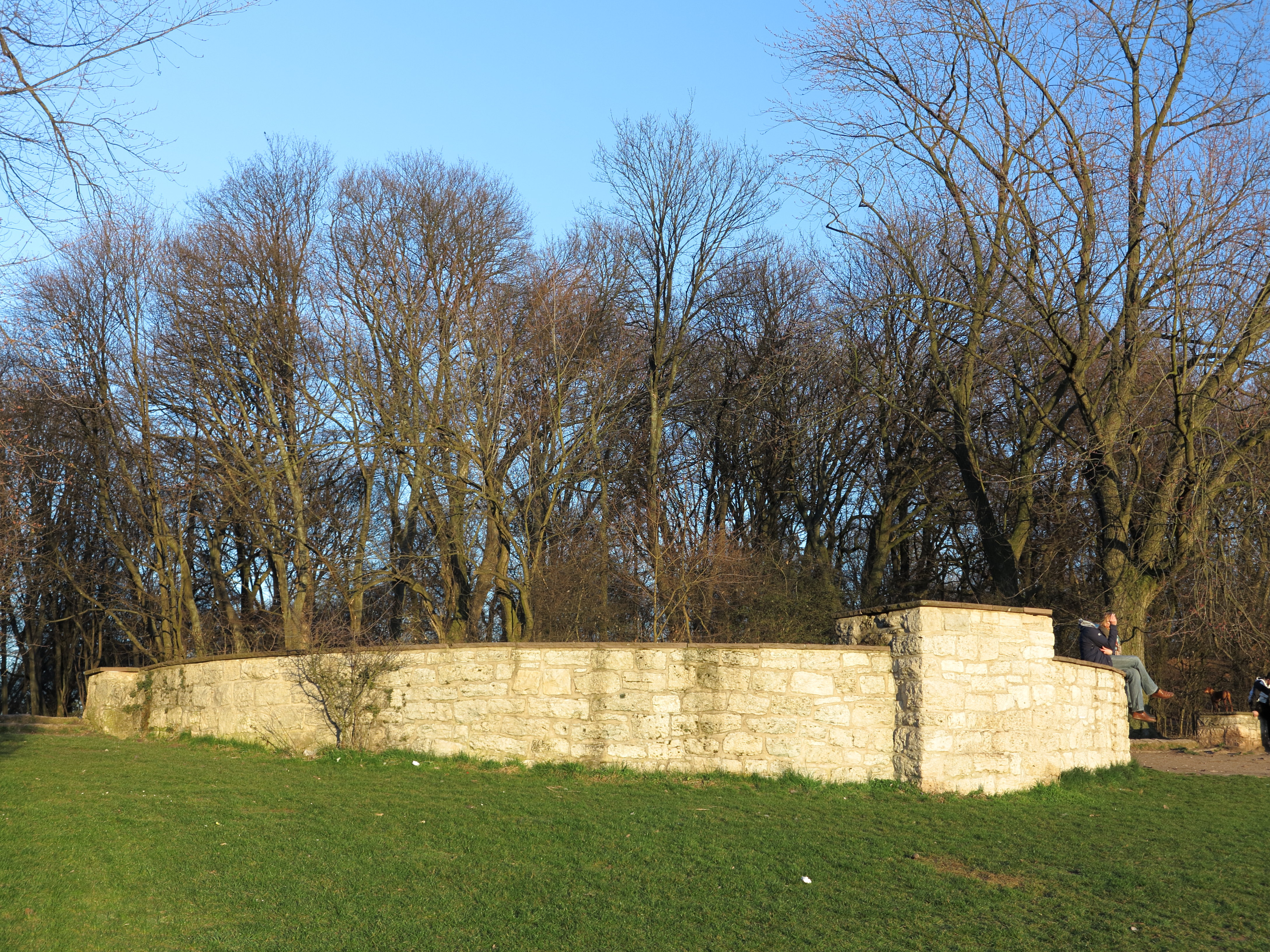
Die Rednerkanzel heute

Wenig westlich der Thingstätte ließ das Regime eine gemauerte, halbrunde Rednerkanzel bauen, die noch heute vorhanden ist. Sie befindet sich oberhalb des „SA-Feldes“ an der Stelle, an der Adolf Hitler anlässlich des SA-Aufmarsches am 17./18. Oktober 1931 zu 100.000 SA-Leuten gesprochen haben soll. In der Folge nutzte die Braunschweiger NS-Parteileitung die Kanzel für Ansprachen an NS-Gedenktagen. Im September 1933 wurde anlässlich des deutschen Reichsjunggärtnertages eine „Adolf Hitler-Eiche“ gepflanzt. Der Baum ging aber – wahrscheinlich durch absichtliche Beschädigung – schnell ein. Mehrere weitere Versuche einer Neuanpflanzung scheiterten ebenfalls, sodass das Vorhaben schließlich aufgegeben wurde.

### Blutzeugendenkmal
Im Zuge der ideologisierten Selbstinszenierung des NS-Regimes gab es Planungen für die Errichtung eines so genannten „Blutzeugendenkmals“ auf dem höchsten Punkt des Nußberges. In der Konzeption der Gesamtanlage, die nach Abschluss der groß angelegten Baumaßnahmen aus einer Aufmarschfläche für ca. 200.000 Personen („SA-Feld“), Rednerkanzel und Thingstätte hätte bestehen sollen, sollte dieses „Ehrenmal der Bewegung“ wie eine Art NS-Kathedrale den krönenden Abschluss bilden.
Blutzeugendenkmal
(2. Modell, Architekt unbekannt)
Fotograf: unbekannt

Link zum Bild

Es wurde ein Architektenwettbewerb ausgeschrieben, dessen Ergebnisse aber nicht den Vorstellungen des Regimes entsprachen, weshalb ein zweiter Wettbewerb folgte. Unter den eingereichten Vorschlägen dieses Wettbewerbs befand sich ein quadratischer Bau von 80 m Höhe, auf jeder Seite mit vier beleuchteten Nischen, die als 16 Lichtsäulen die 16 „Blutzeugen der Bewegung“ symbolisieren sollten. Diese 16 Personen waren am 9. November 1923 beim gescheiterten Hitlerputsch zu Tode gekommen und wurden seither von den Nationalsozialisten zu „Märtyrern der Bewegung“ stilisiert. Umgeben war dieses Bauwerk von mehreren Treppen, Tribünen und Bastionen.
Wegen der immer weiter um sich greifenden Aufrüstung in Vorbereitung des Zweiten Weltkrieges und der damit verbundenen immer knapper werdenden Finanzmittel und Arbeitskräfte wurde die Planung des Denkmals aber nicht fortgeführt.

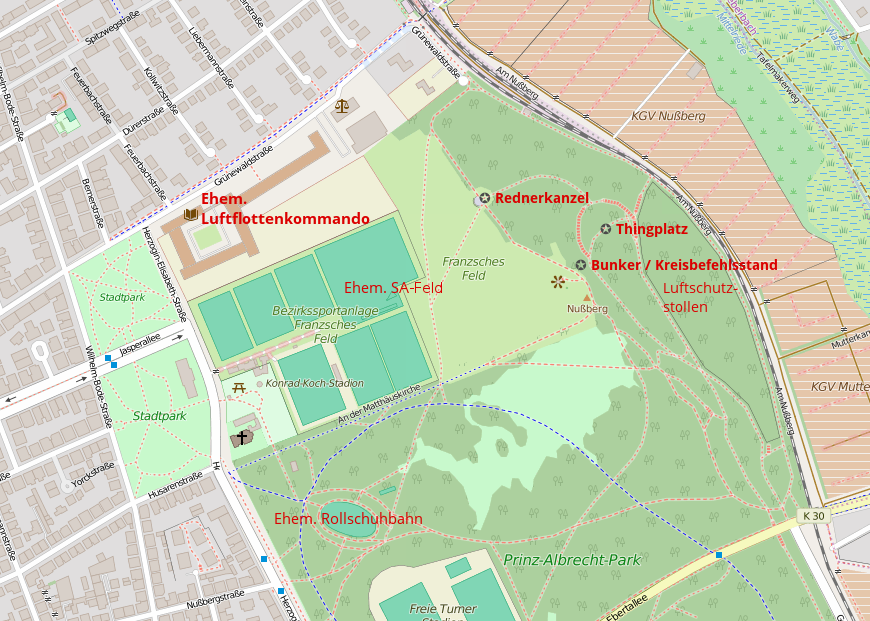
Karte der im Umfeld des Nußberges errichteten NS-Bauwerke

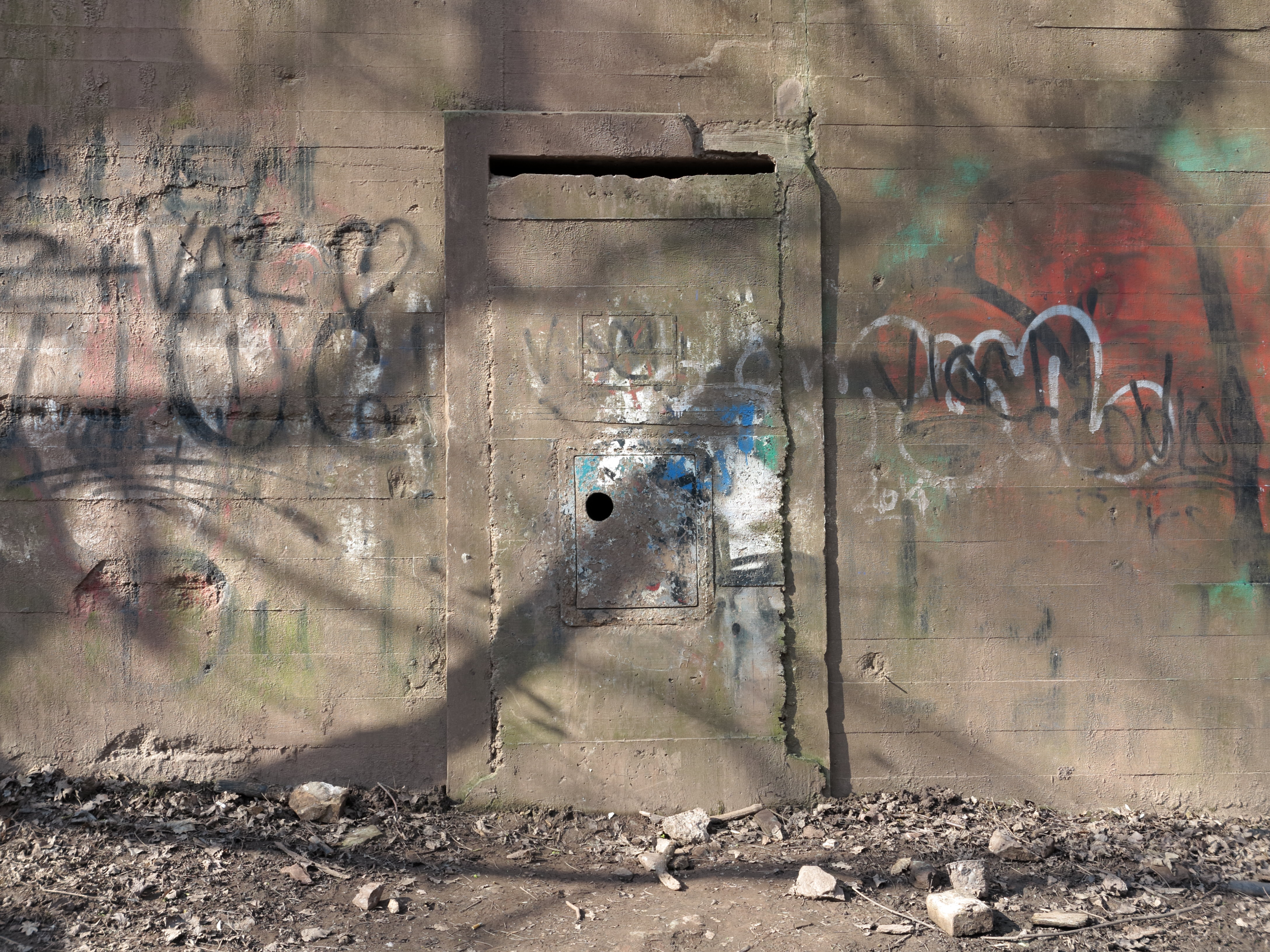
Eingang zum Kreisbefehlsbunker (mit Einflugöffnungen für Fledermäuse).

### Die Thingstätte als Teil nationalsozialistischer Architektur in Braunschweig
Im Stile der NS-Monumentalarchitektur war geplant, dass der Thingplatz am Nussberg Teil eines sehr viel größeren Architekturensembles werden sollte. Er war der Endpunkt einer Sichtachse, die vom Braunschweiger Dom mit der – vom NS-Regime 1935 umgestalteten – Gruft Heinrichs des Löwen über eine noch anzulegende Prachtstraße, ausgehend über den Steinweg mit dem Landestheater, der heutigen Jasperallee (damals "Kaiser-Wilhelm-Straße"), zum „SA-Feld“ führen sollte und anschließend von dort weiter bis zum Endpunkt, dem Reichsjägerhof „Hermann Göring“ in der Buchhorst bei Riddagshausen.
In unmittelbarer Nähe zur Thingstätte befanden sich bei Kriegsende folgende NS-Bauwerke und -Einrichtungen:
- SA-Feld ⊙
- Rednerkanzel auf dem Nußberg ⊙
- Reichsjägerhof „Hermann Göring“ ⊙
- Luftflottenkommando ⊙
- Kreisbefehlsstand auf dem Nußberg ⊙
- umfangreiche Bunker- und Schutzstollensysteme im Nußberg ⊙
- Blutzeugen-Denkmal (geplant, aber nie umgesetzt)[22] ⊙

### Heutiger Zustand
Nachdem die Nutzung der Anlage bereits vor Ausbruch des Zweiten Weltkrieges aufgrund bald nachlassender Begeisterung der Bevölkerung für die Thingbewegung sowie nicht mehr vorhandener finanzieller Unterstützung durch das Regime nachgelassen hatte, verfiel diese allmählich mehr und mehr. Nach Ende des Krieges wurden die Bühnengebäude noch bis 1956 als Notunterkunft für Ausgebombte sowie für Flüchtlinge und Vertriebene benutzt. In den folgenden Jahrzehnten verfiel die Anlage immer weiter und ist heute fast vollständig überwuchert und außer einigen Treppenstufen nicht mehr erkennbar.